# Henning Larsen

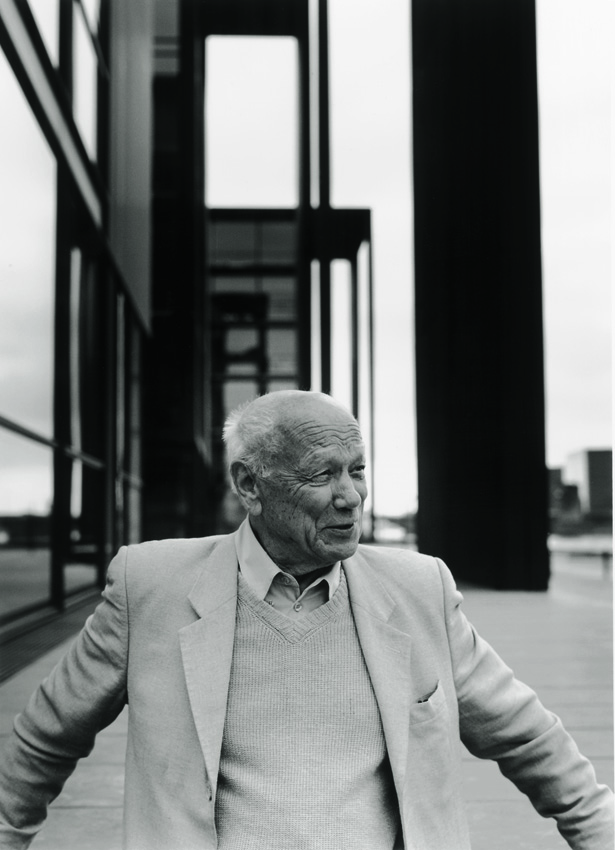
Henning Larsen, 2012

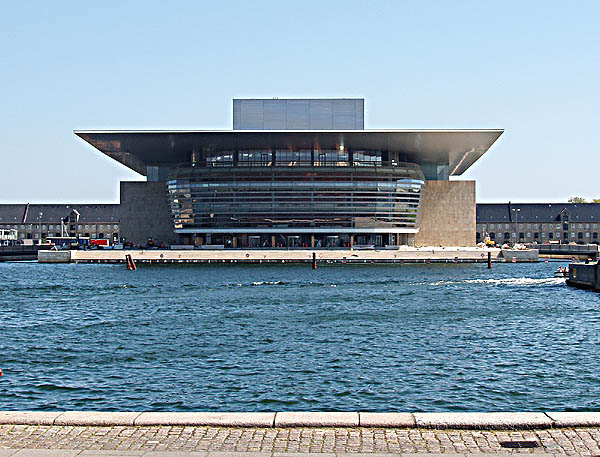
Operan i Köpenhamn

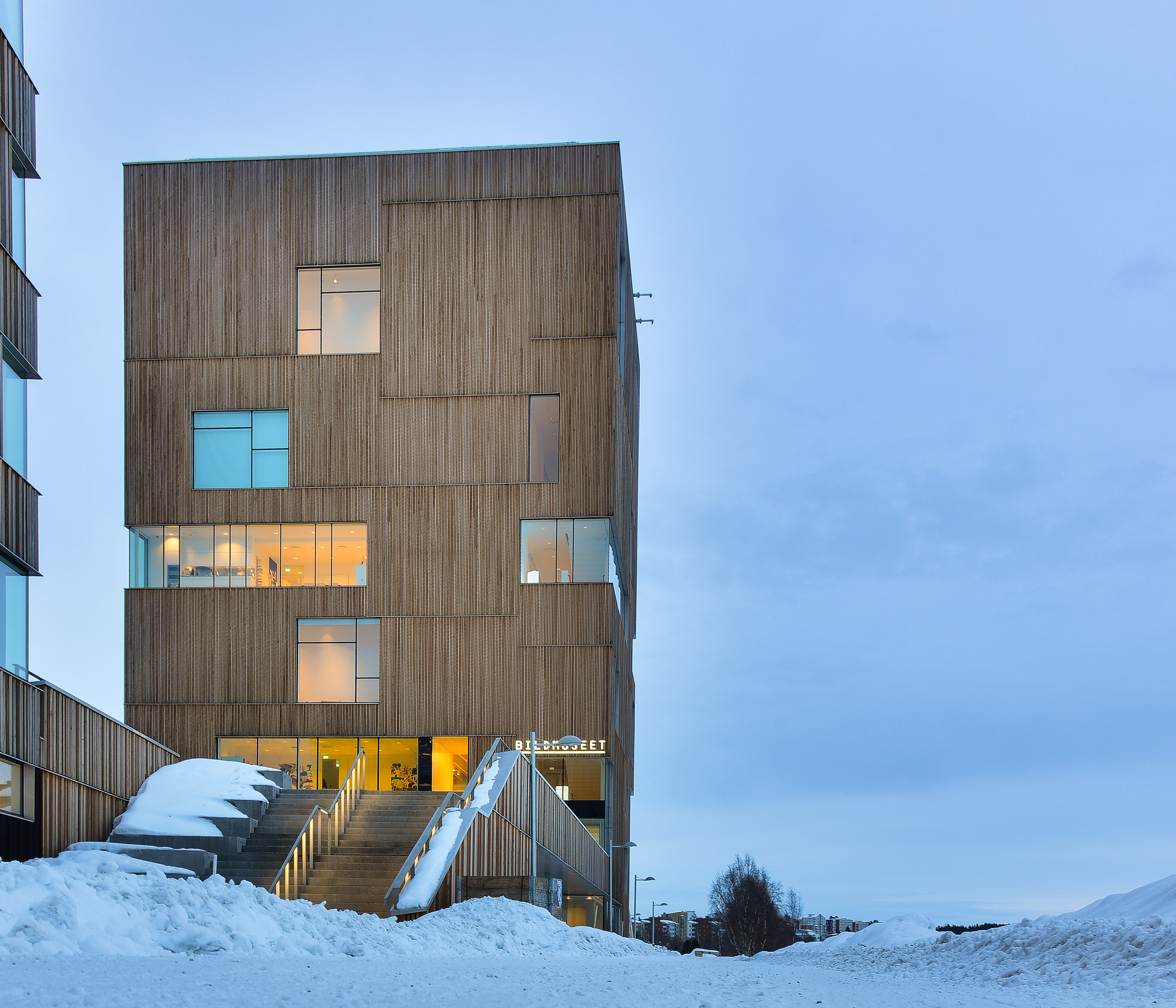
Bildmuseet i Umeå

Henning Larsen, född 20 augusti 1925 i Opsund nära Ringkøbing, död 22 juni 2013 i Köpenhamn, var en dansk arkitekt.

## Karriär
Henning Larsen inledde sin arkitektkarriär år 1952 då han studerade vid Det Kongelige Danske Kunstakademis Arkitektskole i Köpenhamn, Danmark. Samma år arbetade han hos Grassold & Johnsson Architects i Milwaukee, Wisconsin, och därefter vid Arne Jacobsens arkitektkontor 1952–1953. Han fortsatte sina studier vid Architectural Association School of Architecture i London och vid MIT School of Architecture i Boston, USA. Mellan 1956 och 1959 var han anställd vid arkitektkontoret Brüel, Bornebusch & Selchau, och år 1958 arbetade han även en period vid Jørn Utzons kontor.
År 1959 grundade Larsen sitt eget kontor, Henning Larsens Tegnestue A/S, där han kom att bedriva sin huvudsakliga verksamhet. Parallellt med sitt yrkesliv var han också verksam inom akademin. Från 1958 till 1996 var han professor vid Kunstakademiets Arkitektskole i Köpenhamn. Han undervisade även internationellt, bland annat vid Yale University (1964), Princeton University (1965), Arkitektskolan i Århus (1966) samt i Trondheim (1967).
Under sin karriär tilldelades Larsen ett flertal priser och utmärkelser. Han mottog Eckersbergmedaljen 1965 och blev hedersmedlem i American Institute of Architects 1981. År 1985 tilldelades han C.F. Hansen-medaljen, följt av Prins Eugen-medaljen 1986. År 1987 erhöll han både The International Design Award i Storbritannien och hedersmedlemskap i Royal Institute of British Architects. År 1992 mottog han Läkerols kulturpris, och 1997 tilldelades han Kasper Salinpriset för sin insats i Malmö stadsbibliotek. År 2001 utnämndes han till hedersdoktor vid Kungliga tekniska högskolan.

## Verk i urval
- Dragvoll vid Norges teknisk-naturvetenskapliga universitet, Trondheim 1968
- Danska ambassaden i Riyadh 1979
- Handelshøjskolen i København, med bostäder, Frederiksberg 1982–87
- Utrikesministeriet, Riyadh 1982–84
- Gentofte Bibliotek, 1984–85
- Egebjerggård, Ballerup 1995
- Tillbyggnad av Ny Carlsberg Glyptotek, Köpenhamn 1997
- Om- och tillbyggnad av Malmö stadsbibliotek, Malmö 1997
- Albanova universitetscentrum, Stockholm 2001
- Operahuset i Köpenhamn, 2004
- Uppsala Konsert & Kongress, 2006–07
- Reykjavíks konsert- och operahus, 2011
- Bildmuseet i Umeå, 2012
- Byggnad för Nationalmuseums filial på Jamtli, Östersund, 2018

## Utställningar
- Henning Larsen Architects på Bildmuseet, Umeå universitet, från 2012-10-28 till 2012-11-25 [12]

## Galleri

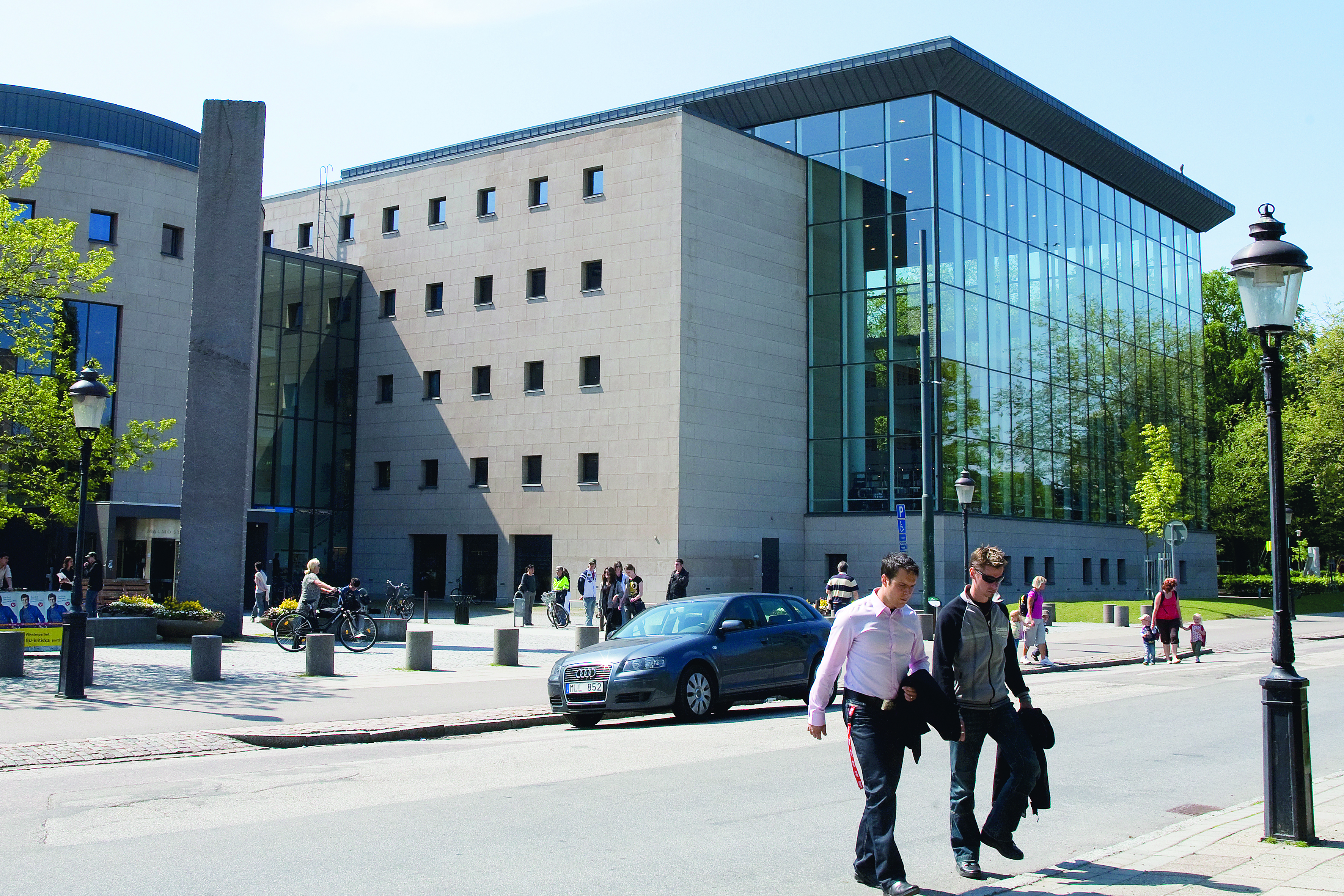
Malmö stadsbibliotek.
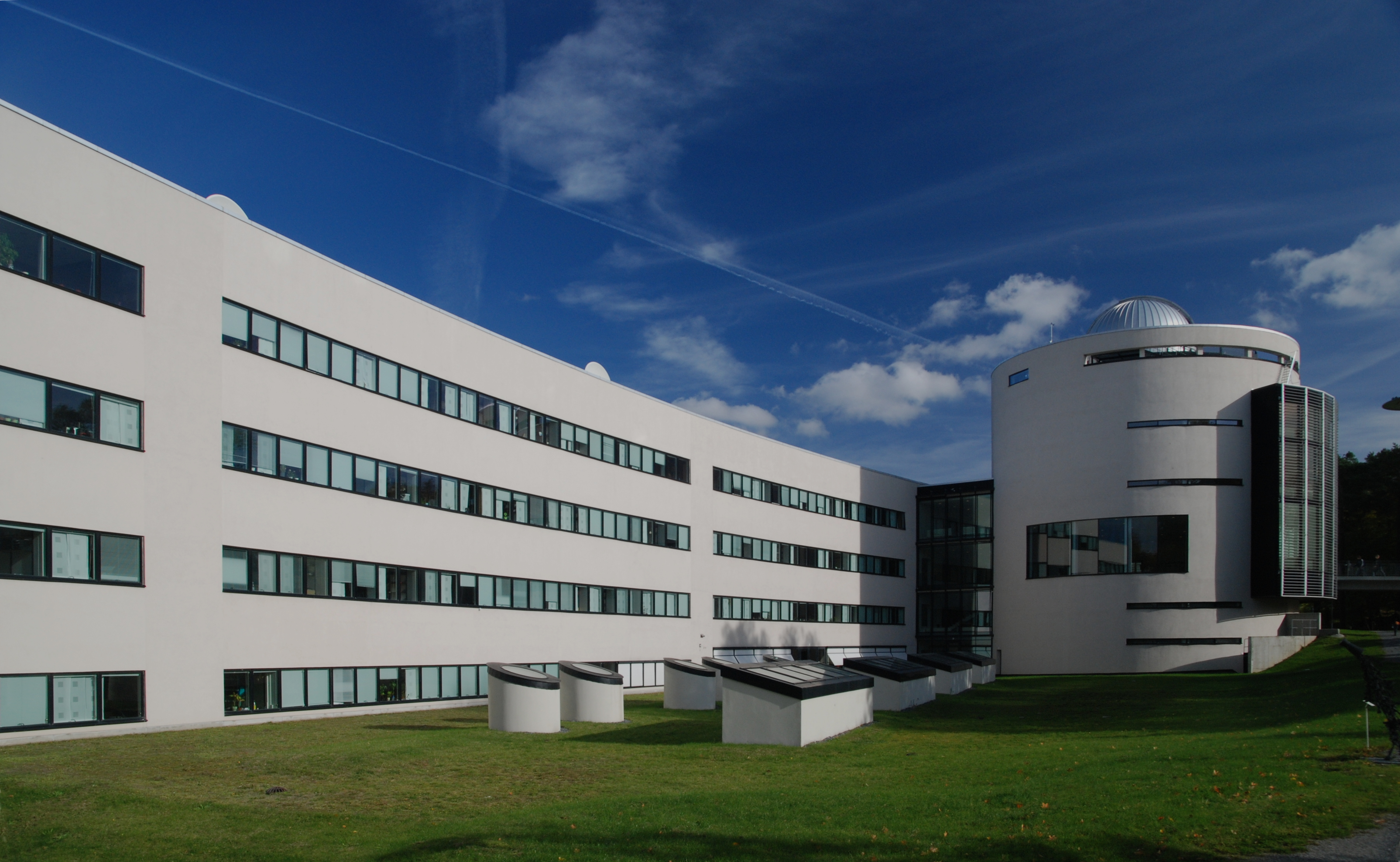
AlbaNova i Stockholm.
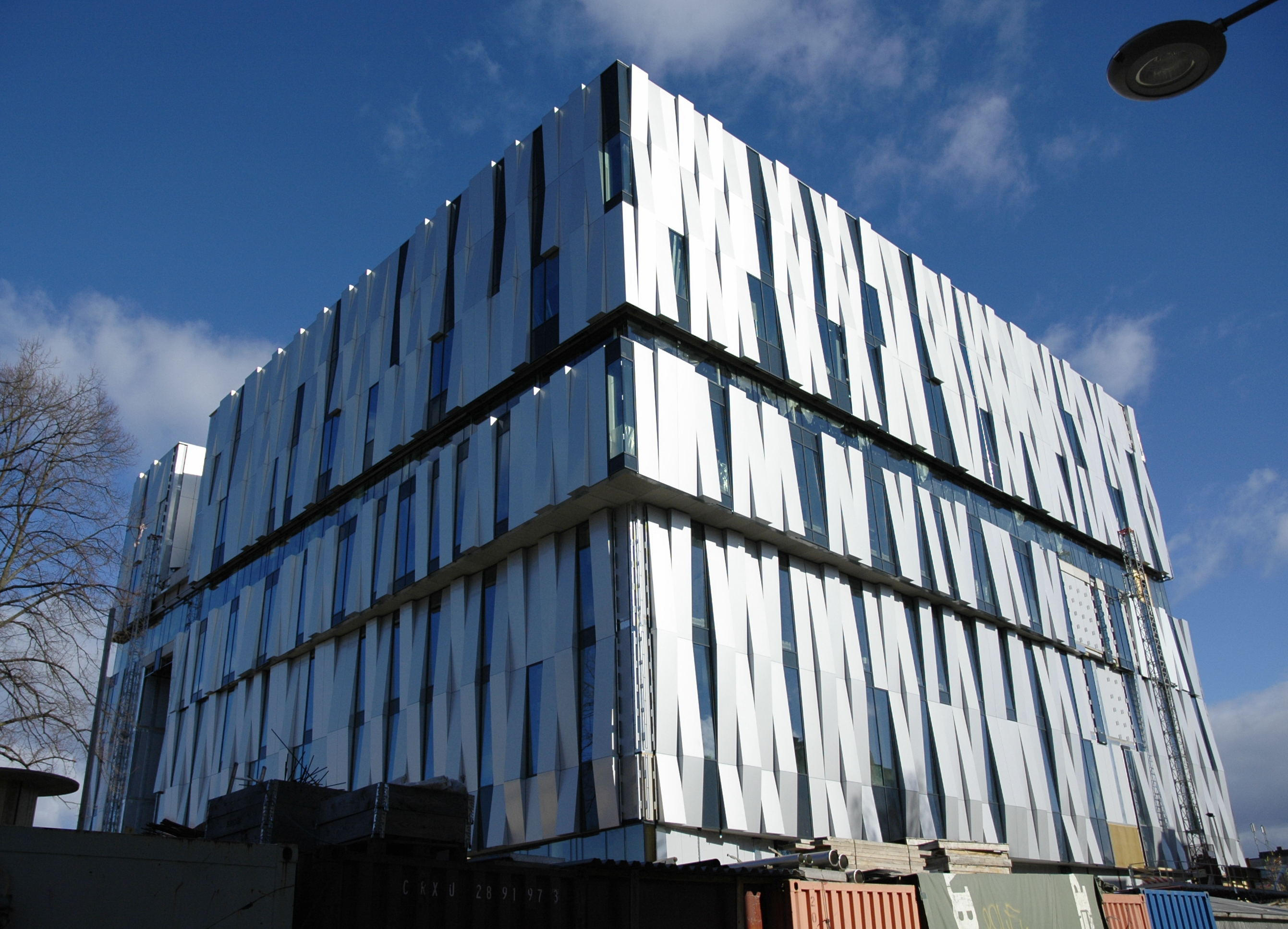
Konserthuset i Uppsala.